# Ib Frederiksen (Politiker)
Ib Christian Frederiksen (* 9. August 1927 in Svenstrup, Aalborg Kommune, Region Nordjylland; † 12. Juni 2018 ebenda) war ein dänischer Politiker der Socialdemokraterne, der unter anderem zwischen 1971 und 1973 Landwirtschaftsminister sowie 1973 zusätzlich kurzzeitig Fischereiminister war.

## Leben
Ib Christian Frederiksen, Sohn des Schulleiters Thøger Frederiksen (1897–1985) und dessen Ehefrau Theodora Grundtvig Sørensen (1891–1928), wurde nach dem Tode seiner Mutter als Einjähriger Halbwaise. Nach dem Besuch der Grund-, Mittel- und Oberschule absolvierte er die Landwirtschaftsschule und begann 1951 als unabhängiger Landwirt mit einem bescheidenen Gehöft, wo er sich auf die Putenzucht spezialisierte. 1960 kaufte er das Gut Midtbjerggård in der Nähe von Mariager, um seinen Putenzuchtbetrieb zu expandieren. Daneben begann er sein politisches Engagement für die Sozialdemokratische Partei (Socialdemokraterne) in der Kommunalpolitik und war zunächst zwischen 1962 und 1966 Mitglied des Gemeinderates von Tørslev-Svenstrup. 1965 wurde er Mitglied des Hauptvorstandes sowie Exekutivkomitees der Socialdemokraterne. Er gehörte zwischen 1966 und 1971 dem Stadtrat von Mariager an und fungierte nach der Kommunalreform vom 1. April 1970 bis zu seiner Ablösung durch Niels A. Madsen im Oktober 1971 als erster Bürgermeister von Mariager.
Aufgrund seiner Tätigkeit im Vorstand der Sozialdemokratischen Partei wurde Frederiksen am 11. Oktober 1971 überraschend als Landwirtschaftsminister (Landbrugsminister) in die Regierung Krag III berufen und bekleidete dieses Ministeramt vom 5. Oktober 1972 bis zum 19. Dezember 1973 auch in der Regierung Jørgensen I. In der ersten Regierung Jørgensen übernahm er als Nachfolger von Christian Thomsen vom 27. September bis zum 19. Dezember 1973 zudem kurzzeitig das Amt als Fischereiminister (Fiskeriminister). Nach der Volksabstimmung vom 2. Oktober 1972 über den Beitritt zur Europäischen Wirtschaftsgemeinschaft (EWG) begann er mit der Vorbereitung des Beitritts. Ministerpräsident Jens Otto Krag hatte sich sicherlich vorgestellt, dass Frederiksson enge Verbindung zur Landwirtschaft eine Stärke gewesen wäre. Aber es wurde bald klar, dass der enge Sinn für die Realität und der Wille, etwas zu erreichen, zu Konfrontationen führte, die eine Schwächung des Gemeinsamen Marktes zur Folge hätten. Er wurde daher zur Zielscheibe fast aller, die viel bessere Bedingungen für die dänische Landwirtschaft in der EG erwartet hatten, da es ihm nicht gelang, sich auf europäischer Ebene zu präsentieren und zu argumentieren. Andererseits führten seine Beharrlichkeit und sein Realitätssinn dazu, dass das Mögliche erreicht wurde. Obwohl die Kritik an ihn mit zunehmender Kenntnis der Verhältnisse in der EG in der Öffentlichkeit immer schwächer wurde, war es nicht verwunderlich, dass er sich Ende 1973 aufgrund des Bildes, das die Öffentlichkeit von ihm hatte, dazu entschloss, die nationale Politik zu verlassen.
Nach seinem Ausscheiden aus der Regierung wurde Ib Frederiksen 1974 Vorstandsvorsitzender von Danpo A/S, des größten Geflügelschlachthofs des Landes. Daneben engagierte er sich weiter in der Kommunalpolitik und wurde 1974 erstmals Mitglied des Rates von Århus Amt. Als Nachfolger von Robert Svane Hansen übernahm er am 1. Januar 1982 den Posten als Bürgermeister von Århus Amt und hatte diesen bis zum 31. Dezember 1997 inne, woraufhin Johannes Flensted-Jensen seine Nachfolge antrat. Während dieser Zeit gehörte er zwischen 1994 und 1998 erneut dem Hauptvorstand sowie dem Exekutivkomitee der Socialdemokraterne als Mitglied an und war anschließend von 1998 bis 2006 abermals Mitglied des Stadtrates von Mariager.
Ib Frederiksen war seit dem 27. Dezember 1951 mit Betty Kirsten Hammer (1926–2018) verheiratet. Nach seinem Tode im Aalborg Universitetshospital wurde er auf dem Friedhof der Mariager Kirke beigesetzt.